# Bienvenido paisano
Bienvenido paisano es una película mexicana, clasificada como comedia de situación, producida en 2006 por Galáctica Films, Trata Films y Estudios Churubusco Azteca, dirigida por Rafael Villaseñor Kuri.
La película irrumpe como una sátira cómica, similar a una leve crítica circunstancial por la cual atraviesan las personas que regresan a México después de haber trabajado en los Estados Unidos. Se presenta a la vez como bandera de interculturalidad entre estados norteamericanos.
Con estos tópicos, la cinta hace referencia a los rasgos culturales existentes entre las personas, que recuerdan sus raíces y aquellas a las que, nacidas en suelo estadounidense, les son inculcadas (con poco grado de asimilación probablemente) debido a que el choque de identidades les dificulta adaptarse a ellas. De igual forma, la película ofrece una crítica indirecta al "Programa Paisano" del INM (Instituto Nacional de Migración) el cual pretende la seguridad de las personas connacionales del estado mexicano.

## Sinopsis
El Señor Epifanio, oriundo de Zacatecas, llega a los Estados Unidos en condición de ilegal; con el paso del tiempo logra establecerse en una conocida ciudad estadounidense, adquiriendo un buen empleo y una vida estable. Abre un negocio de jardinería, y forma una bonita familia. Todo parece estar bien, hasta que un inesperado día recibe una llamada de México, indicando que su hermano, que ya estaba en una condición grave de salud, desea verlo tan pronto como sea posible.

## Argumento
Todo comienza con un día, como cualquier otro, cuando el Sr. Epifanio y sus trabajadores (amigos y familiares radicados en la misma ciudad), trabajaban en el mantenimiento de un jardín, como todos los días. Un día, recibe una llamada en su teléfono móvil de un pariente de Zacatecas, quien le informa que la condición de su hermano Isidro es crítica, ya no le queda mucho tiempo de vida. Desairado por la noticia, Epifanio continúa la jornada; hasta que llega acompañado por su esposa Juanita a una fiesta sorpresa organizada por sus conocidos y familiares para celebrar su cumpleaños. Todo continúa de manera muy agradable, hasta que apartados de la multitud de la fiesta, él da la mala noticia a su esposa de las condiciones de salud de su hermano, hecho que provoca planear un viaje, aprovechando las vacaciones y el permiso ya solicitado a las respectivas escuelas.
Los dos hijos de este matrimonio reciben la mala noticia de manera inesperada. A la hija, Epifanía que es ciudadana estadounidense por nacimiento no le agrada dicha idea, por lo que se niega a ir a México, dado que sus planes incluían ir a Hawái. Por otro lado, el hijo, Cenobio, también estadounidense recibe con más entusiasmo la noticia, aunque con la misma incertidumbre. Epifanía, come alimentos picantes sin querer, por lo que su mamá le previene de nuevo. Ambos hijos, acaban aceptando ir con sus padres y empiezan con los preparativos, en estos incluyen ciertos regalos que otros conocidos traen para que ellos puedan entregarlos, y finalmente la familia puede emprender la travesía de regreso a México.
En el transcurso del viaje, dentro de territorio estadounidense, ocurren variadas situaciones de manera inesperada, como la diferencia cultural de la madre con su hija Epifanía, a quien no le gusta la música vernácula mexicana; la carga que traían desbalanceada, además de que en ese mismo momento llueve fuerte, da por resultado una infracción, obtenida por Epifanía al conducir con exceso de velocidad. En ciertos puntos de alojamiento, el humo de un cigarrillo encendido accidentalmente por Epifanía, provoca la activación de alarmas contra incendios para la gran vergüenza de la familia. Finalmente, la familia llega a la frontera, ingresando a territorio mexicano por Matamoros, Tamaulipas.
Una vez dentro de territorio mexicano, el viaje sigue siendo muy peculiar, dejando en evidencia la corrupción en las aduanas que logran sortear. Comen nuevamente platillos mexicanos después de tanto tiempo, que a su vez le provoca a Epifanía un fuerte malestar estomacal, con una diarrea prominente, debido a que no había comido nada de su patria desde hace mucho tiempo. La familia pasa por otras dificultades, como revisiones, y un retén de camioneros el cual pierden las maletas de sus pertenencias personales y lo que habían traído para los parientes. En otra parada del viaje para pasar la noche, todos discuten la posibilidad de tener que quedarse en México, pero de cuatro miembros de la familia, tres están en contra, lo que pone a pensar a Epifanio y a los dos hijos, quienes también admiran la atmósfera de la noche en México. Una vez que arriban a Zacatecas, se dirigen al pueblo de donde es originario Epifanio. A pesar de todo lo ocurrido, llegan al pueblo de manera muy alegre, y son recibidos por su parentela. El hermano de Epifanio, Isidro, lamentablemente ya había fallecido la madrugada anterior y en su agonía, había solicitado contactarse con su hermano.
Los hijos de Epifanio logran conectar con los orígenes y la forma de vida del país de sus padres. La familia sigue atravesando situaciones desafortunadas durante su recorrido por el pueblo. El hijo decide quedarse en México, al conocer una amiga con la que entabla relación.
Mientras tanto, Epifanio, Epifanía y Juanita, al tratar de ingresar de nuevo a territorio estadounidense, son rechazados por la falta de pasaporte y demás documentos migratorios. Deciden intentar cruzar como ilegales, pero Epifanía es herida por un disparo de arma que recibe de un agente, al no percatarse de que ella sí era ciudadana estadounidense, y que además, estaba pidiendo apoyo y auxilio a los agentes fronterizos. Afortunadamente, todo se aclara y recuperan sus documentos, los mismos que fueron confiscados por un Spring Breaker que los intentó utilizar de forma fraudulenta. Finalmente, regresan a los Estados Unidos (específicamente el estado de Illinois) sin premura alguna, además de ser recibidos en condición de residentes y como ciudadana estadounidense.

## Reparto
- Rafael Inclán: Epifanio
- Teresa Ruiz: Epifanía “Piffany”
- María Sorté: Juanita
- Giovanni Florido: Cenobio
- Claudia Goytia: Prima Leovigilda
- Juan Ángel Esparza: Manuel